# 미야코촌 (지바현)
미야코촌(都村)은 지바현 지바군에 존재했던 촌이다. 1889년에 정촌제가 시행되어 성립하였고, 1937년에 지바시에 편입되어 소멸하였다.
현재의 지바시 주오구와 와카바구에 해당한다.

## 역사
- 1889년 4월 1일 - 정촌제 시행에 의해  헤다촌, 야자쿠촌, 가이즈카촌, 가조리촌, 가와노베신타가 합병하여 성립하였다. 구 가와노베신덴은 오아자 가와노베가 되었다.
- 1937년 2월 11일 - 지바시에 편입되어 소멸하였다.
- 1938년 - 오아자 헤타는 미야코정에, 오지 가와노베는 와카마쓰정으로 개칭되었다.